# Mayaguana
Mayaguana est une île de l'archipel des Bahamas située à environ 100 km au nord d'Inagua et 560 km au sud-est de la capitale Nassau. C'est l'île la plus orientale des Bahamas. C'est aussi l'une des premières îles sur lesquelles Christophe Colomb a débarqué lors de son voyage vers le nouveau monde.

## Histoire
Mayaguana était habitée par des Lucayans ou Lucayos avant l'arrivée des Espagnols en 1492. Après que les derniers Lucayans ont été transférés à Hispaniola au début du XVIe siècle, l'île est restée inhabitée jusqu'en 1812 quand les personnes originaires des Îles Turques-et-Caïques situées à environ 100 km au sud-est, ont commencé à émigrer.
L'historien brésilien Francisco Adolfo de Varnhagen a suggéré en 1824 que Mayaguana pourrait être identifiée à Guanahani, la première île visitée par Christophe Colomb lors de la découverte des Amériques, mais sa théorie n'a trouvé que peu de soutien.
Le 3 août 1861 le sloop de la Royal Navy HMS Driver, qui fut le premier navire à vapeur à effectuer le tour du monde, fit naufrage sur l'île.

## Implantations
La principale agglomération de l'île est Abraham's Bay sur la côte sud. Les autres villages de l'île sont Betsy Bay à l'est et Pirates Well au nord-est.

## District
Mayaguana est également le nom d'un district des Bahamas. Il porte le numéro 19 sur la carte des districts.
L'atoll d'Hogsty Reef en fait partie.

## Faune
Mayaguana abrite la hutia des Bahamas, un rongeur que l'on croyait éteint jusqu'au milieu des années 1960, ainsi que des flamant des Caraïbes, des iguanes de Bartsch, des pluviers, des sternes et des balbuzards pêcheurs. On trouve des tortues marines nicheuses dans toute la partie nord non aménagée de l'île. Environ 118 espèces d'oiseaux se trouvent sur l'île, y compris deux grandes colonies de fous bruns.

## Source
- (en) Cet article est partiellement ou en totalité issu de l’article de Wikipédia en anglais intitulé « Mayaguana » (voir la liste des auteurs).